# Nowy Dwór Królewski
Nowy Dwór Królewski là một ngôi làng của huyện Gmina Papowo Biskupie, nằm trong Chełmno County, Kuyavian-Pomeranian Voivodeship, miền trung-bắc Ba Lan, rộng 337 ha.

## Các ngôi làng lân cận
| Làng            | km |
| --------------- | -- |
| Niemczyk        | 1  |
| Folgowo         | 2  |
| Staw            | 2  |
| Wrocławki       | 2  |
| Bartlewo        | 3  |
| Firlus          | 3  |
| Papowo Biskupie | 3  |
| Błachta         | 4  |
| Tytlewo         | 4  |
| Lipienek        | 4  |
| Łyniec          | 9  |
| Piątkowo        | 9  |
| Napole          | 9  |
| Zakrzewo        | 9  |
| Zelgno-Bezdół   | 9  |
| Wabcz           | 9  |
| Malankowo       | 9  |
| Rybieniec       | 9  |
| Witkowo         | 9  |
| Wabcz Kolonia   | 9  |

## Hình ảnh

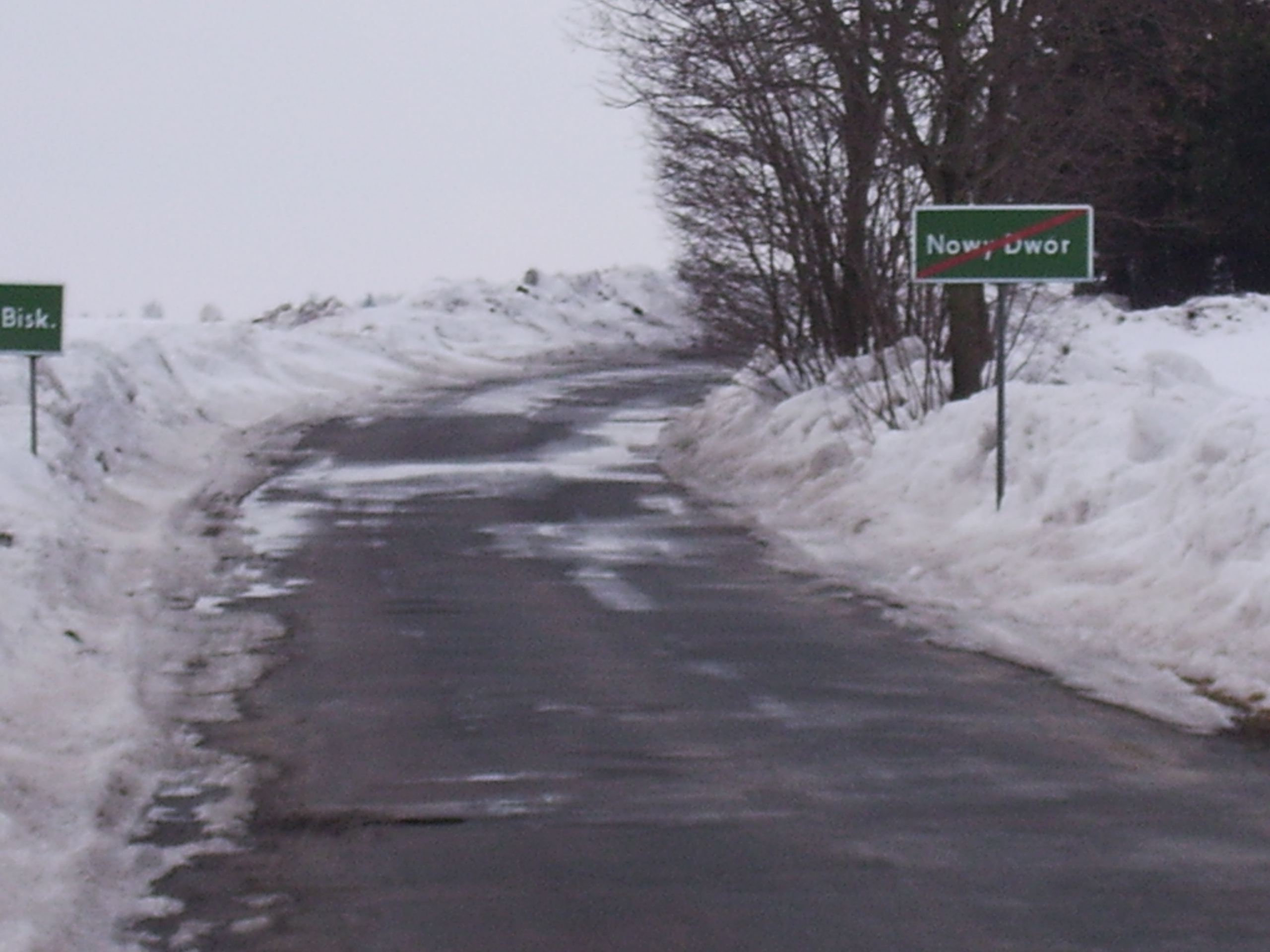
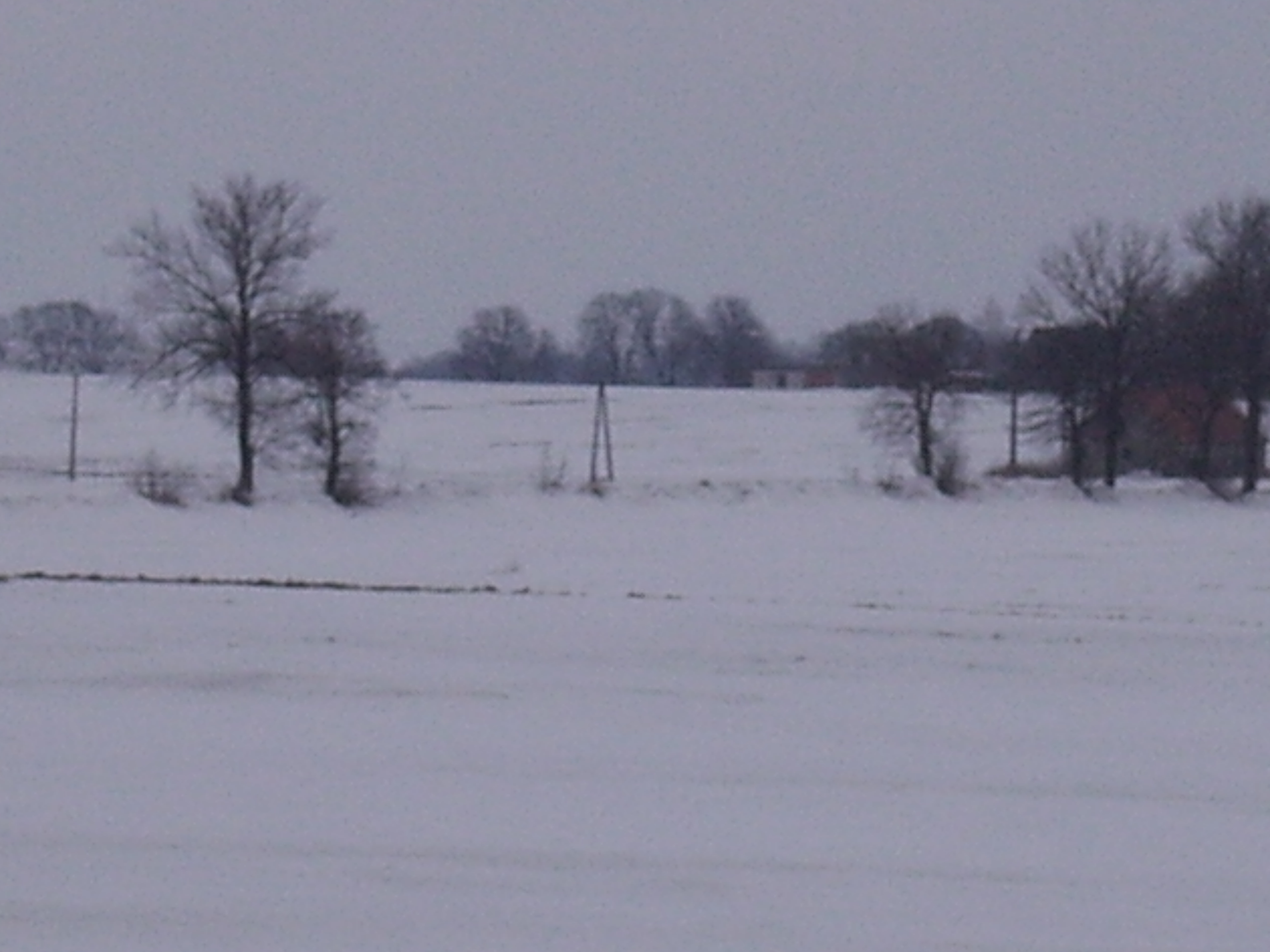
Nowy Dwór Królewski và Niemczyk
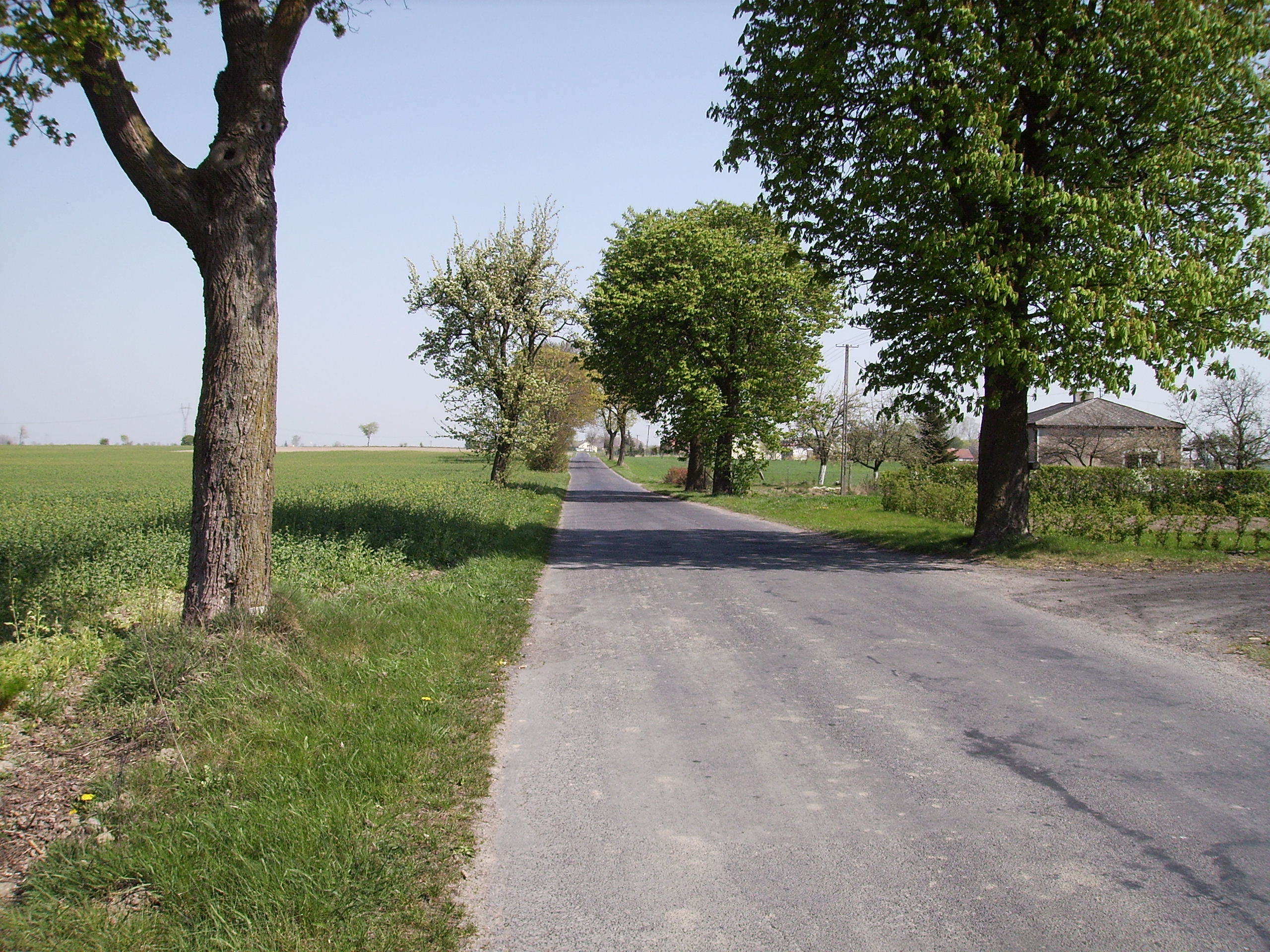
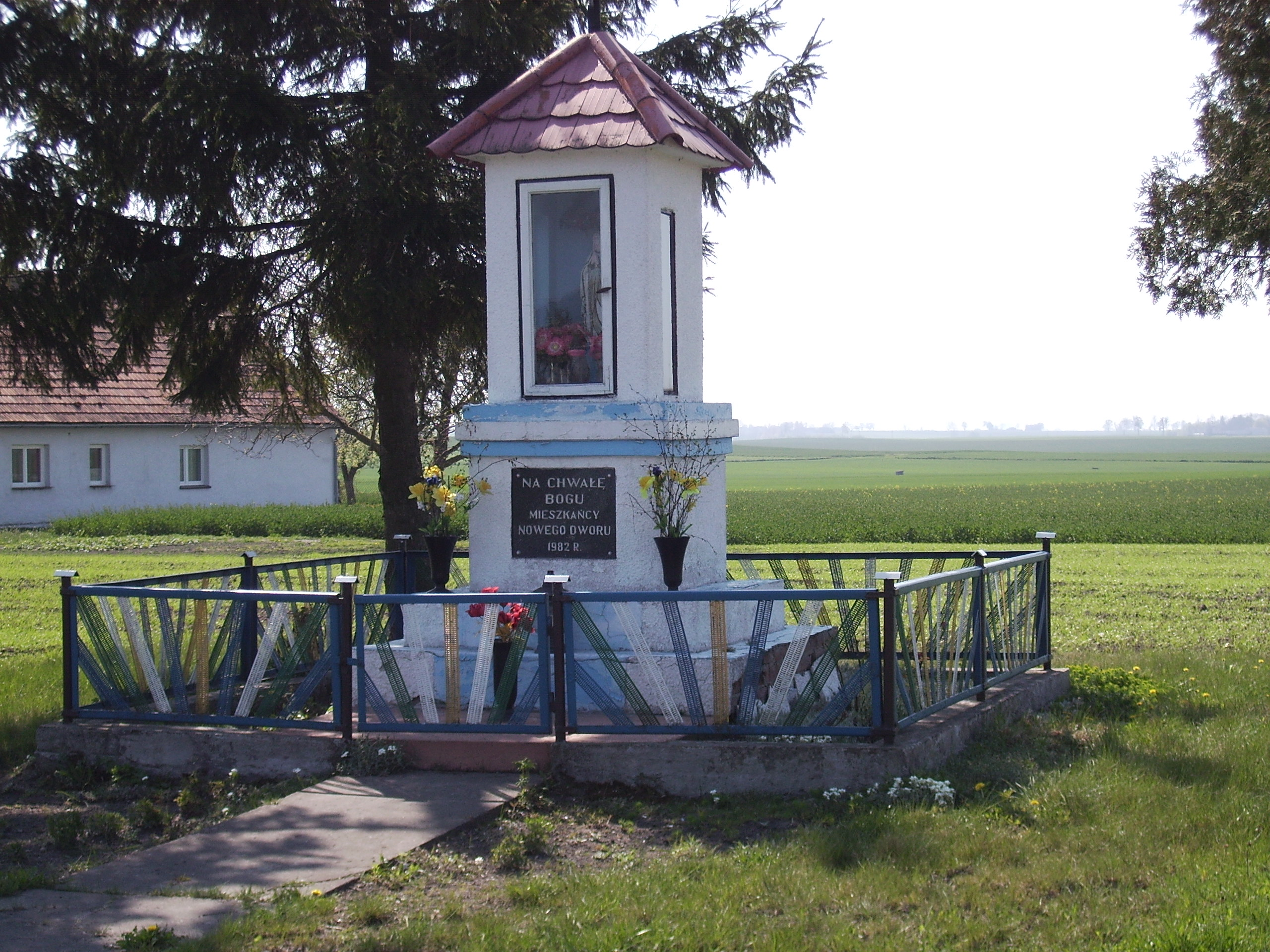
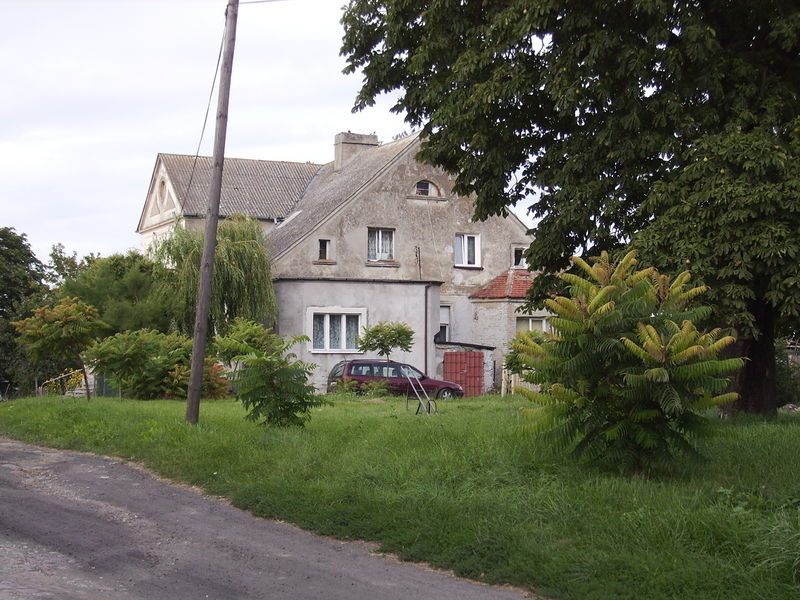
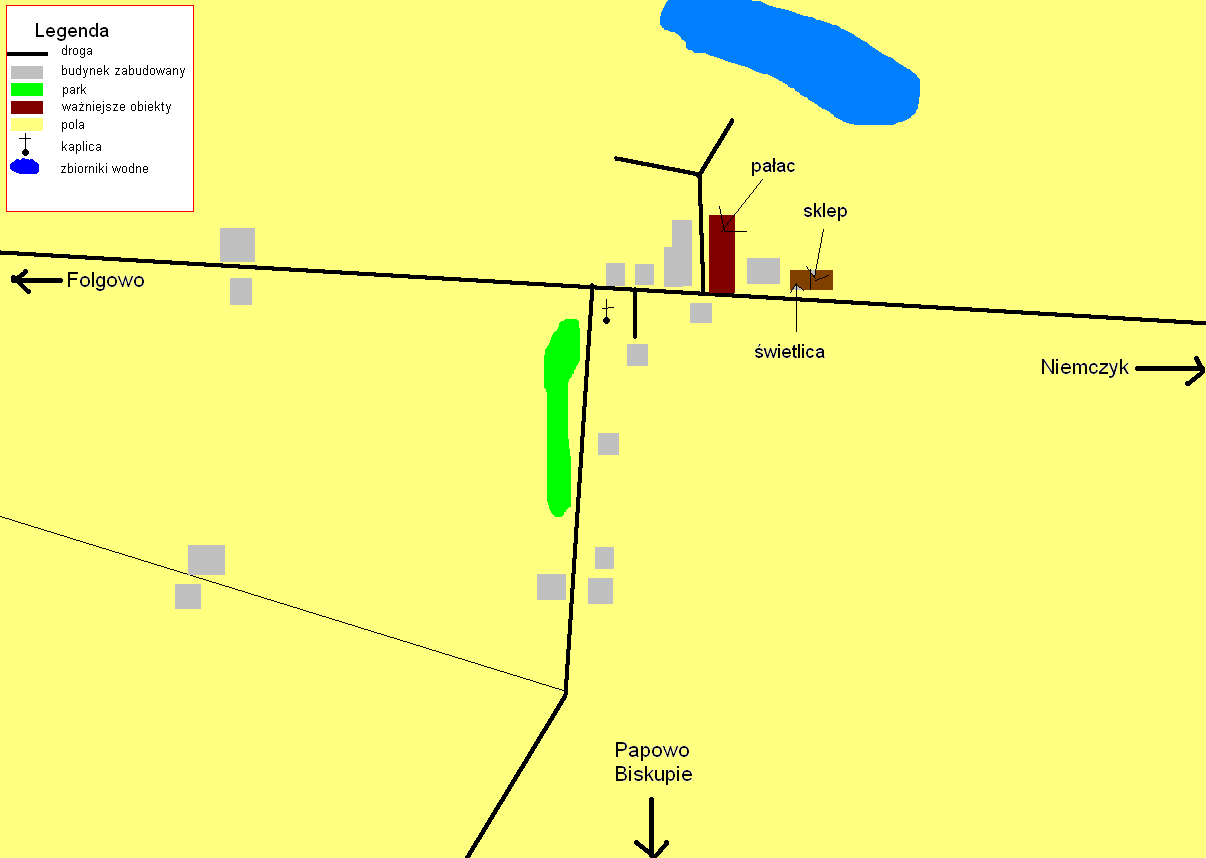
Bản đồ Nowy Dwór Królewski (tiếng Ba Lan)
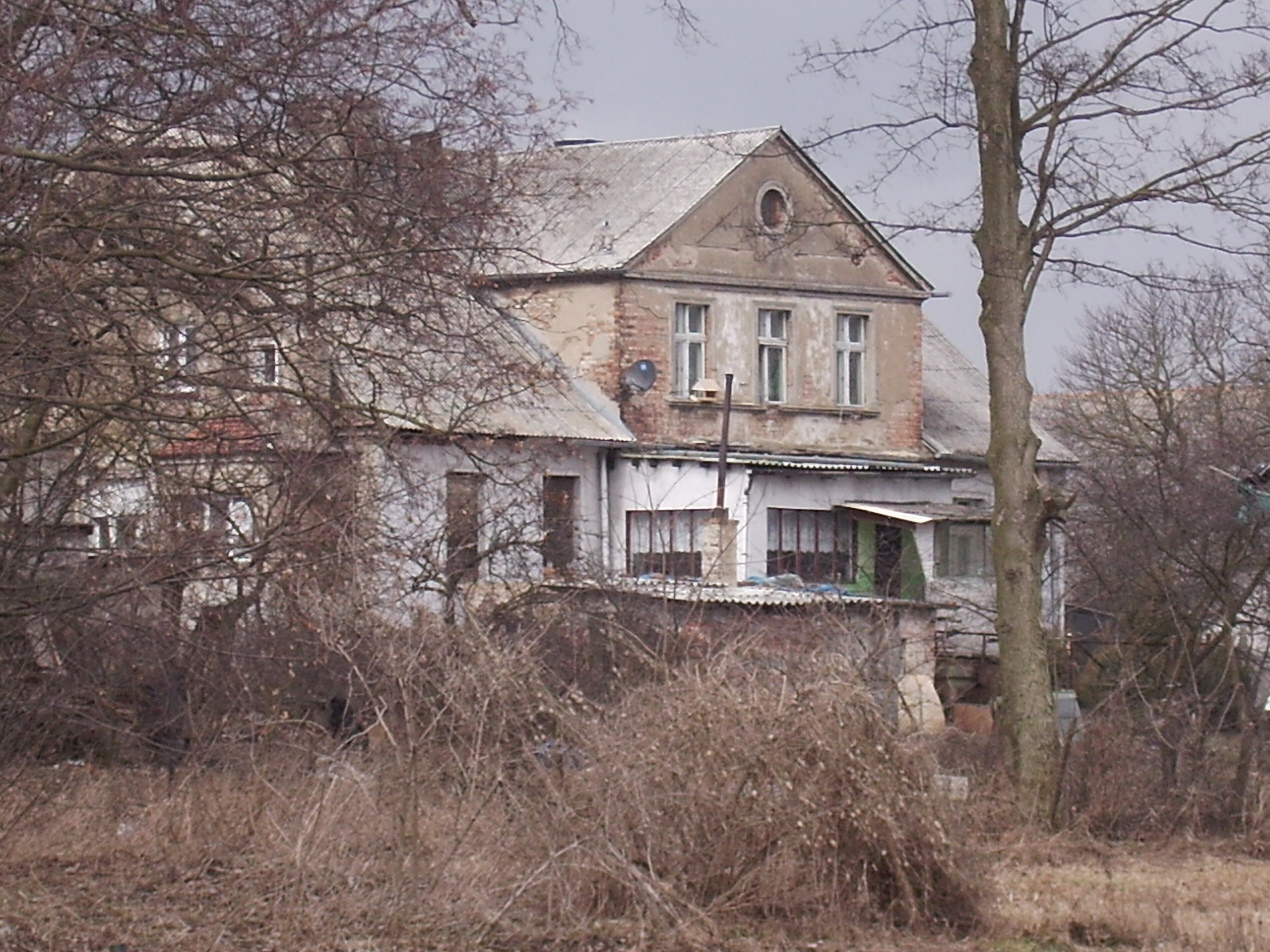
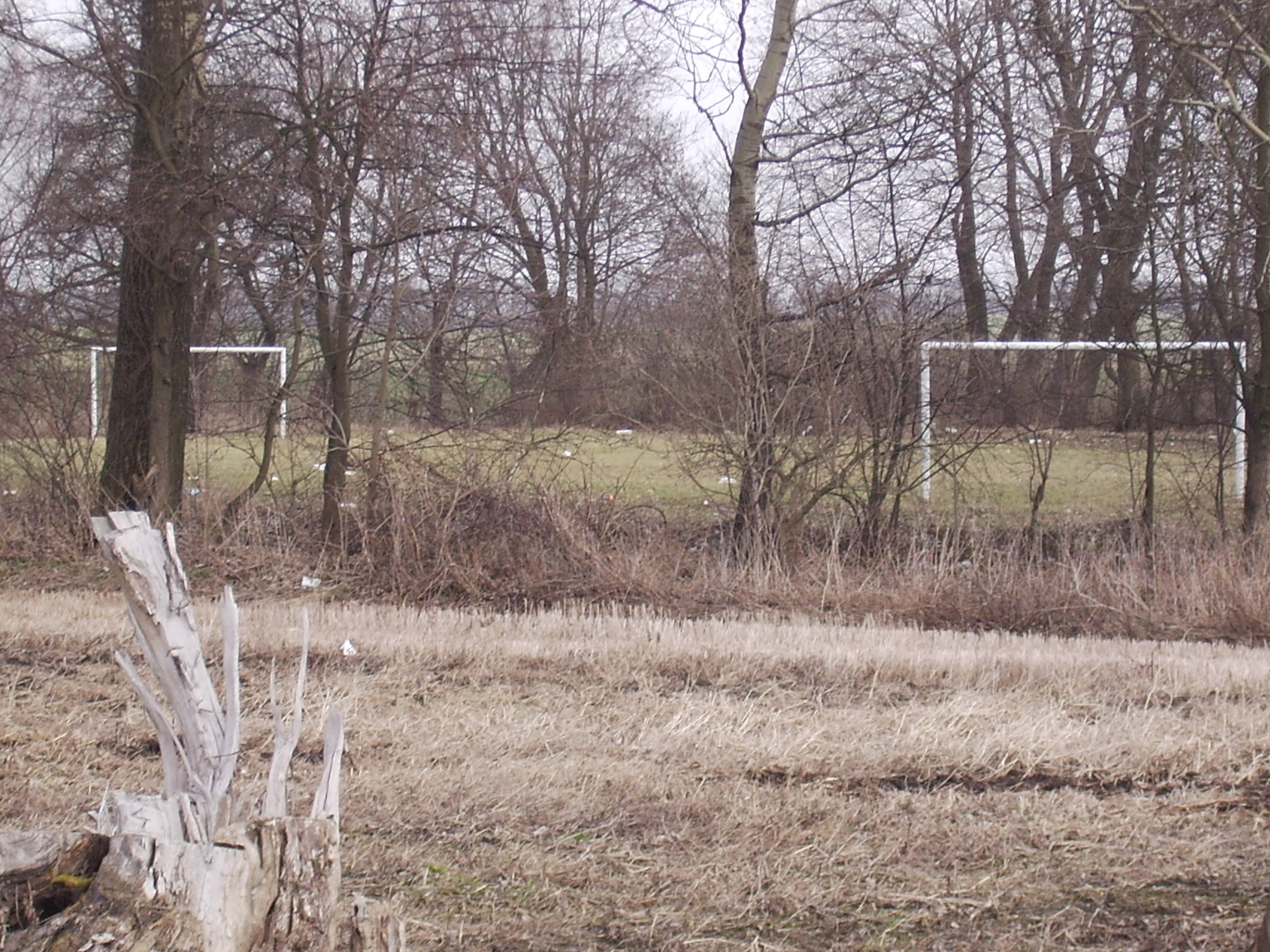
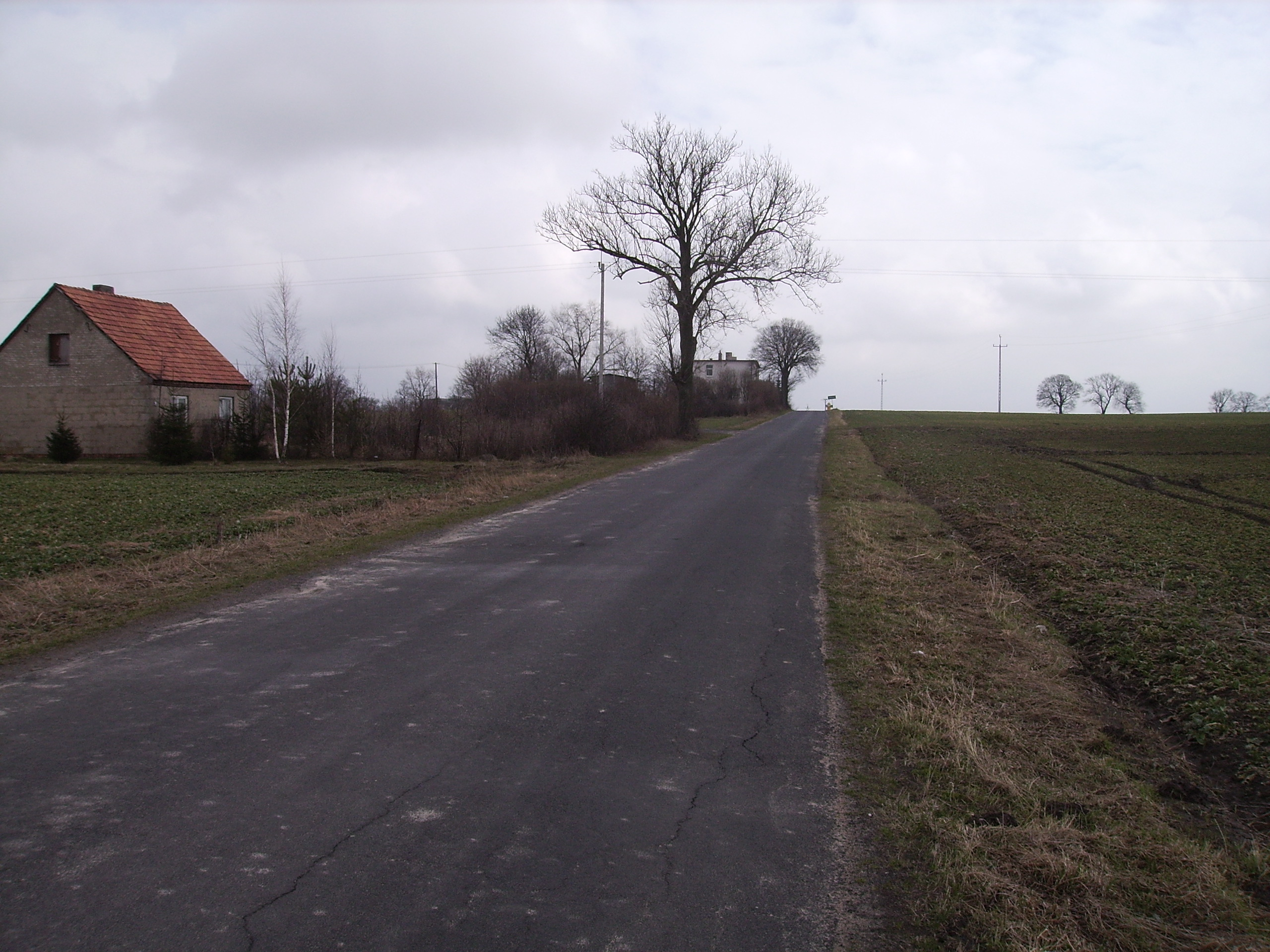
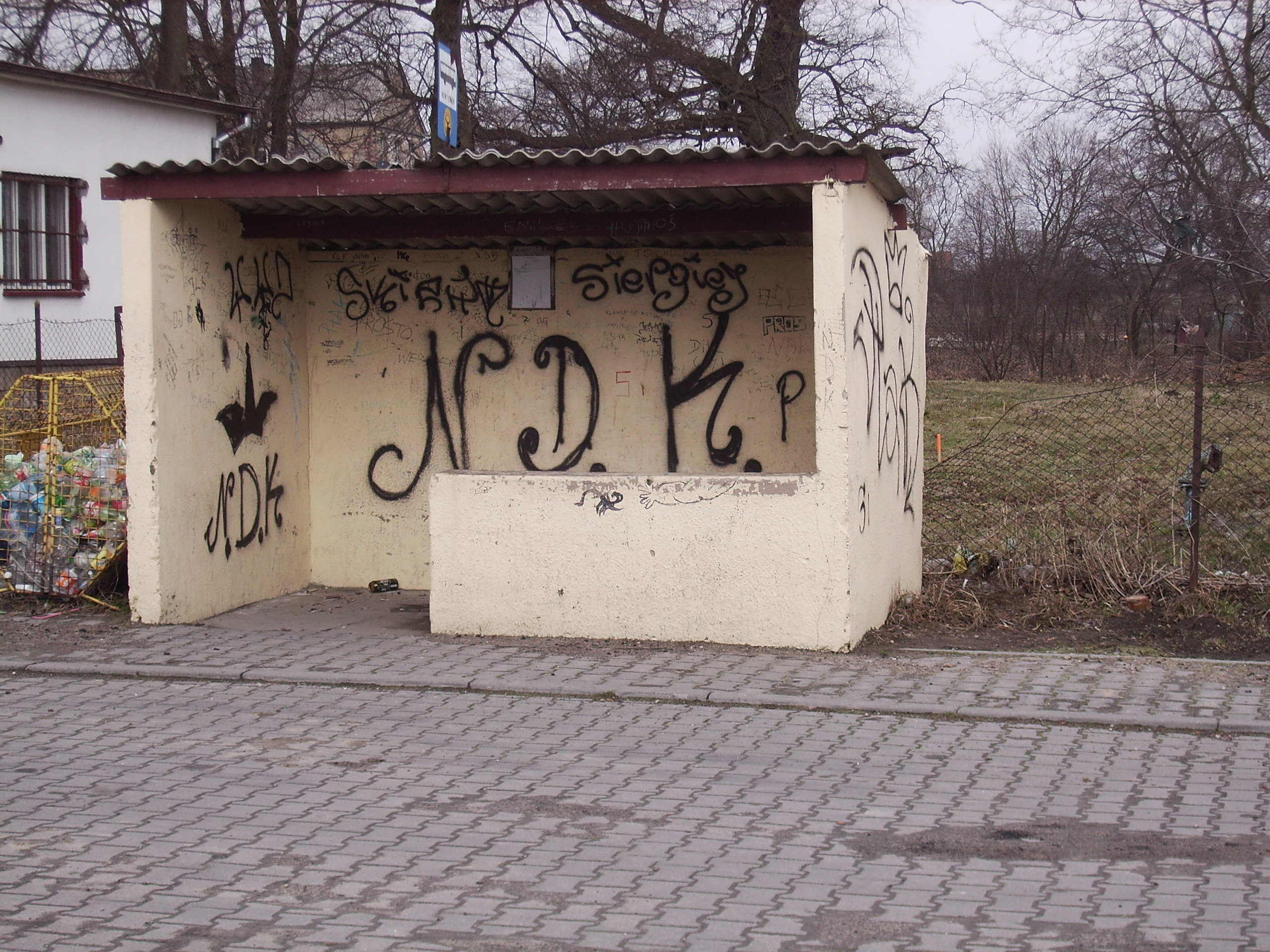